# Проституция в Люксембурге
Проституция в Люксембурге сама по себе легальна и распространена, но деятельность, связанная с организованной проституцией, такая как получение прибыли (эксплуатация борделей и групп проституции) или помощь проституции, являются незаконными. Торговля людьми влечёт за собой суровые наказания. По оценкам, в Люксембурге 300 проституток, большинство из которых иммигранты.
В феврале 2018 года Палата депутатов одобрила законопроект о криминализации клиентов проституток, ставших предметом торговли, эксплуатации, «уязвимых лиц» или несовершеннолетних.

## Уличная проституция
Уличная проституция разрешена только на двух улицах возле железнодорожного вокзала Люксембурга и только с 20:00 до 03:00. Район регулируется городскими властями и регулярно патрулируется полицией. Проститутки, работающие за пределами этих улиц или вне разрешённого времени, могут быть арестованы и оштрафованы на сумму до 2500 евро. Из-за большого количества проституток и ограниченного района для работы некоторые работают с других улиц рядом с легализованным районом и рискуют быть арестованными. Количество проституток увеличилось, по крайней мере частично, из-за спроса со стороны французских мужчин после изменений во французских законах о проституции. Распространение проституток на прилегающих улицах в сочетании с наркоторговлей и групповым насилием привело к тому, что полиция закрыла некоторые улицы в этом районе для движения транспорта в ночное время и начала активное пешее патрулирование.

## Национальный план действий
Власти работали над национальной стратегией по поводу проституции в течение ряда лет. Опрос общественного мнения проводился онлайн в период с 2007 по 2012 год. Некоторые опрошенные поддерживали следование «скандинавской модели» (где клиент криминализован), другие поддерживали регулируемую систему, например, как в Нидерландах и Германии. Национальный совет женщин Люксембурга выступил за полную отмену проституции. Министры посетили Нидерланды и Швецию, и в апреле 2015 года состоялись парламентские дебаты о проституции.
Первой мерой, появившейся в результате обсуждений, стала «Стратегия ВЫХОДА» в 2014 году. Это финансируемая государством схема, управляемая Люксембургским Красным Крестом, по предоставлению приютов, поддержки и советов тем женщинам, которые хотели бросить заниматься проституцией. ADEM (Агентство по развитию занятости) также будет обеспечивать профессиональное обучение.
О Национальном плане действий объявили министр равных возможностей Лидия Муч и министр юстиции Феликс Браз в июне 2016 года. Национальный план действий не направлен на криминализацию проституток или клиентов, но его цель состоит в том, чтобы сделать проституцию более безопасной. В парламент представлен законопроект «об усилении борьбы с эксплуатацией проституции, сутенёрством и торговлей людьми в сексуальных целях».

## Секс-торговля
Люксембург является страной назначения для женщин и детей, ставших предметом торговли в целях сексуальной эксплуатации. Жертвы секс-торговли из Европы, Африки, Азии и Южной Америки эксплуатируются в проституции в кабаре, частных квартирах и на улице. Группы, уязвимые для торговли людьми, включают несопровождаемых детей-иностранцев и людей, работающих в легальной и нелегальной коммерческой секс-индустрии Люксембурга.
Люксембург запрещает все формы сексуальной эксплуатации и торговли людьми в соответствии со статьями 382-1 и 382-2 Уголовного кодекса. Предусмотренные наказания варьируются от трёх до 10 лет лишения свободы за торговлю взрослыми и от 10 до 20 лет лишения свободы за торговлю детьми. В 2016 году правительство сообщило о возбуждении восьми расследований по делу о торговле людьми в целях сексуальной эксплуатации, столько же, сколько и в предыдущем году. В 2016 году правительство осудило 11 торговцев людьми за торговлю людьми в целях сексуальной эксплуатации, что больше по сравнению с пятью в 2015 году.
Управление Государственного департамента США по мониторингу и борьбе с торговлей людьми оценивает Люксембург как страну «Уровня 1».